# Christia constricta
Christia constricta là một loài thực vật có hoa trong họ Đậu. Loài này được (Schindl.) T.C.Chen miêu tả khoa học đầu tiên.